# Kunsterspring (Naturschutzgebiet)
Das Naturschutzgebiet Kunsterspring liegt auf dem Gebiet der Stadt Neuruppin im Landkreis Ostprignitz-Ruppin in Brandenburg.
Das rund 100,6 ha große Gebiet mit der Kenn-Nummer 1062 wurde mit Verordnung vom 19. Oktober 1967 unter Naturschutz gestellt. Das Naturschutzgebiet erstreckt sich ca. 1 Kilometer südwestlich von Kunsterspring und ca. 1,6 Kilometer von Steinberge, zwei Wohnplätzen der Stadt Neuruppin, und nordöstlich von Frankendorf, einem Ortsteil der Gemeinde Storbeck-Frankendorf. Am nordöstlichen Rand des Gebietes verläuft die Landesstraße 16 und ca. 3,5 Kilometer östlich erstreckt sich der Tornowsee. 